# Dinastia Vakataka

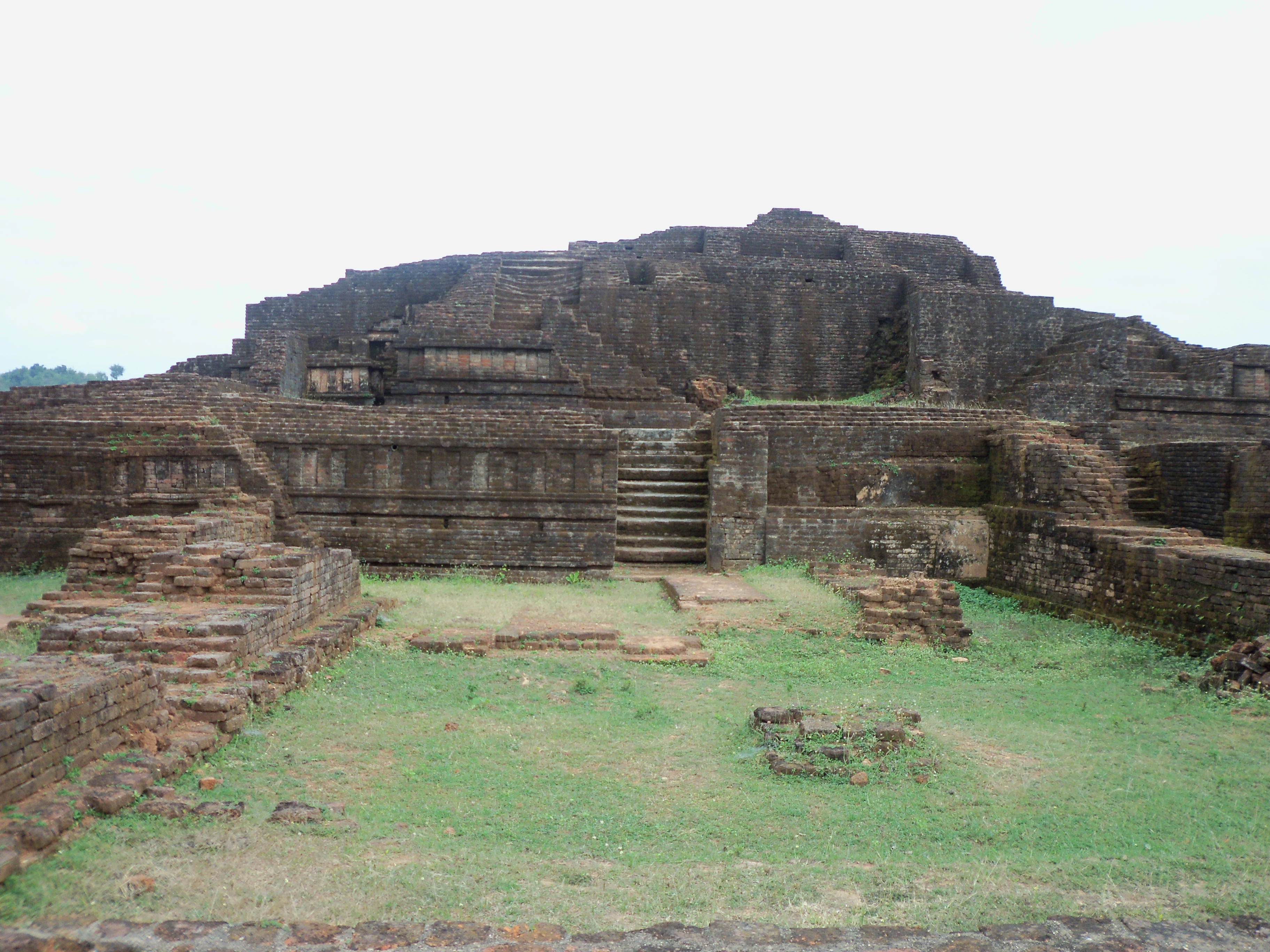
Ruínas do Templo de Pravareshvara Shiva construído em Mansar pelo rei Vakataka Pravarasena II

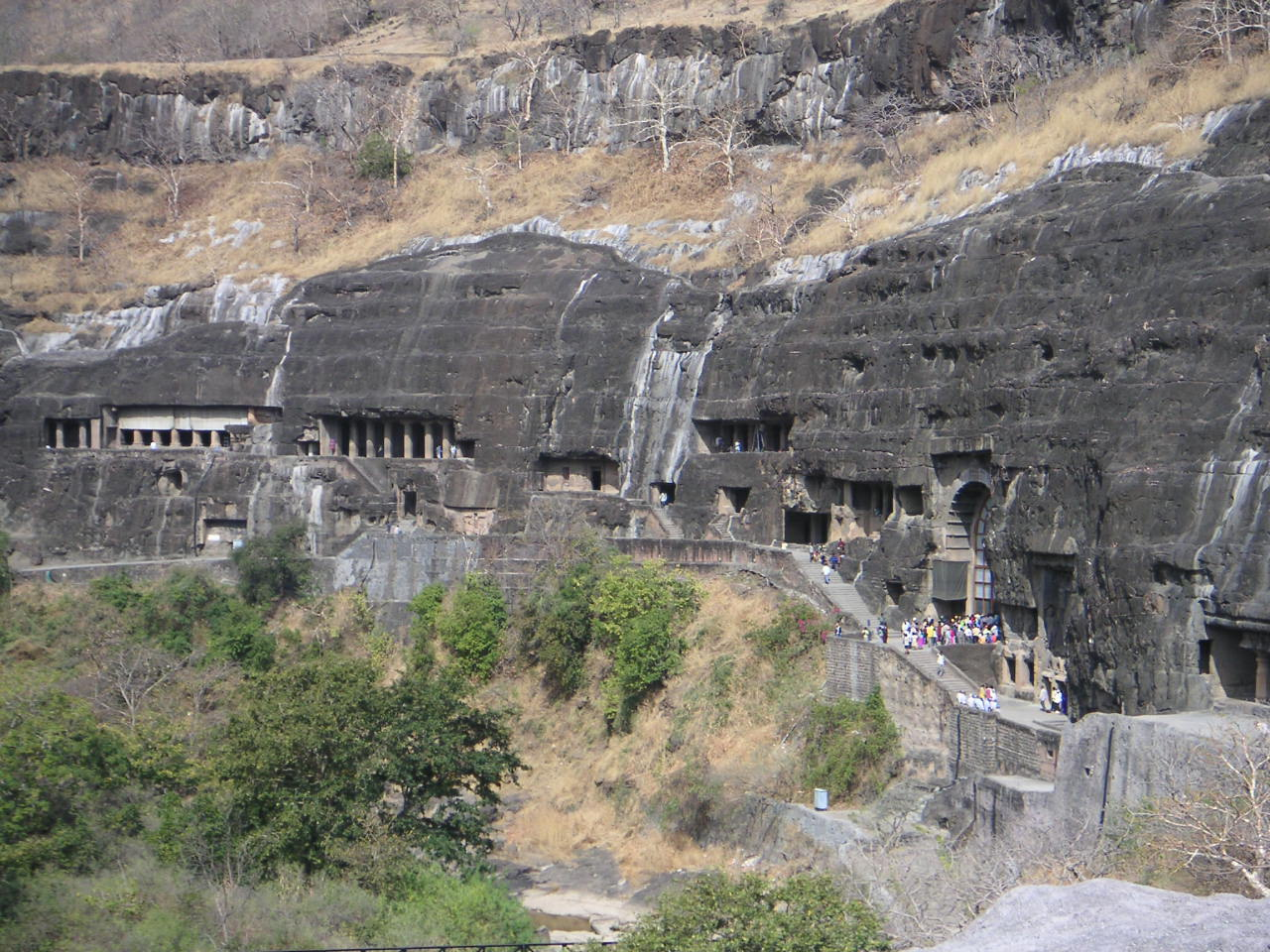
Aspeto das grutas de Ajanta, escavadas e transformadas em locais de culto budistas (viaras e chaityas), a maaior parte delas construídas sob o patrocínio do imperador Vakataka Harixena

A dinastia Vākāṭaka (em marata: वाकाटक) foi um clã real indiano surgido no Decão em meados do século III d.C. Supõe-se que os seus territórios se estenderam desde os limites meridionais de Malwa e de Guzerate, a norte, até ao rio Tungabadra a sul, bem como do mar Arábico a oeste até aos limites de Chatisgar a leste. Os Vakatakas foram os sucessores mais importantes dos Satavahanas no planalto do Decão e contemporâneos dos Guptas do norte da Índia.
Os Vākāṭakas, como muitas dinastias coevas do Decão, reclamavam origem budista. Pouco se sabe acerca do fundador, Vindhyaśakti (r. c.  250–270). A expansão territorial começou no reinado do seu filho, Pravarasena I. Geralmente aceita-se que a dinastia se dividiu em quatro ramos depois de Pravarasena I. Dois desses ramos são conhecidos (Pravarpura-Nandivardana e Vatsagulma) e os outros dois deconhecidos. Os primeiros são os ramos Pravarpura-Nandivardana. O imperador Gupta Chandragupta II casou a sua filha com um membro da família real Vakataka e com o apoio dos Vakatakas conquistou o Guzarate aos sátrapas sacas no século IV d.C. O poder dos Vakatakas foi substituído pelo dos Chaluquia de Badami no Decão c. ano 500.
Os Vakatakas ficaram conhecidos como patrocinadores das artes, arquitetura e literatura. Vários obras públicas e monumentos por eles construídas conservaram-se até à atualidade. As iharas e chaityas escavadas na rocha das grutas de Ajanta, classificadas pela UNESCO como Património Mundial, foram construídas com o patrocínio do imperador Vakataka Harixena.

## Vindhyaśakti
O fundador da dinastia foi Vindhyaśakti (ou Vidhyashakti), que reinou entre 250 e 270 d.C. O seu nome deriva da deusa Vindhya, que deu nome aos Montes Víndias, onde poderá estar a origem do clã. Quase nada se sabe sobre Vindhyaśakti. Numa inscrição da Gruta XVI de Ajanta, ele é descrito como o estandarte da família Vakataka e um Dvija (membro de uma das três varnas' [castas] superiores), que aumentou o seu poder combatendo em grandes batalhas e que a sua cavalaria era numerosa. No entanto o seu nome  não tem qualquer prefixo de realeza nessa inscrição. Segundo os Puranas, ele reinou durante 96 anos.[carece de fontes?]
Conforme os historiadores, ele reinou no sul do Decão, Madia Pradexe ou Malwa. Para Kashi Prasad Jayaswal, o local de origem dos Vakatakas é Bagat, uma aldeia no distrito de Jhansi, no Utar Pradexe, uma teoria refutada por Vasudev Vishnu Mirashi, que aponta para o facto de que a menção mais antiga ao nome Vakataka se encontra numa inscrição situado num pilar em Amravati (Maarastra), que regista uma oferenda de um Grihapati (dono de uma casa) Vakataka e as suas duas esposas. Este Grihapati foi muito provavelmente o pai de Vindhyaśakti. Nos Puranas, Vindhyaśakti aparece como o governante de Vidisha (no Madia Pradexe), mas tal não é considerado correto.
V. V. Mirashi rejeitou a identificação de Rudra Deva na inscrição no pilar de Allahabad de Samudra Gupta com Rudra Sena I. Também apontou para o facto de não existirem moedas de Vakataka e não inscrições a norte dos montes Víndias. Daqui depreende-se que a hipótese da pátria dos Vakatakas se situar a sul. Contudo, é certo que eles governaram em alguns desses lugares, pois há evidências epigráficas em Madia Pradexe e outros locais.[carece de fontes?]

## Pravarasena I
O governante seguinte foi Pravarasena I (r. 270–330), um soberano que deteve um poder considerável e que foi o primeiro monarca Vakataka que se intitulou a si próprio "Samrat" (governante universal) e envolveu-se em guerras com os reis Nagas. Tornou-se imperador por direito próprio, talvez o único imperador da dinastia, com um reino que abarcava uma boa parte do norte da Índia e todo o Decão. Levou as suas tropas até ao rio Narmada, a norte, e anexou o reino de Purika, que era governado por um rei chamado Sisuka. Embora não se saibam os limites exatos dos seus territórios, certamente que se estendiam pelo menos desde Bundelkhand, a norte (embora V. V. Mirashi não aceite que ele tenha cruzado o Narmada), até o que é hoje o estado de Andra Pradexe, a sul. Segundo os Puranas, reinou durante 60 anos.[carece de fontes?]
V. V. Mirashi considera que é improvável que ele tenha feito quaisquer conquistas no norte de Maarastra, em Guzerate ou no Concão, mas pode ter conquistado parte do norte de Kuntala, incluindo o que são hoje os distritos de Kolhapur, Satara e Solapur, em Maarastra. A oriente pode ter chegado com o seu exército até Dakshina Côssala, Calinga e Andhra.[carece de fontes?]
Pravarasena era seguidor da religião védica e ofereceu vários yajnas (sacrifícios), que incluíram Agnishtoma, Aptoryama, Ukthya, Shodasin, Atiratra, Vajapeya, Brihaspatisava, Sadyaskra e quatro Asvamedhas. Segundo os Puranas, fez doações avultadas aos brâmanes durante o sacrifício Vajapeya. Tomou também o título de Dharmamaharaja, além do de Samrat. Chamou-se a si próprio Haritiputra.[carece de fontes?]
O seu primeiro-ministro Deva era um brâmane muito devoto e erudito. Os Puranas dizem que Pravarasena I teve quatro filhos. O filho Gautamiputra foi casado com uma filha do rei Bavanaga da poderosa família Baraxiva, o que pode ter sido útil. Porém, Gautamiputra morreu antes do pai e Pravarasena foi sucedido pelo neto Rudrasena I, filho de Gautamiputra. O segundo filho, Sarvasena estabeleceu a sua capital em Vatsagulma (atualmente Washim, no distrito homónimo). Nada se sabe sobre as dinastias fundadas pelos outros dois filhos.

## Ramos da dinastia
Supõe-se que a família de governantes Vakataka se dividiu em quatro ramos após a morte de Pravarsena I. Dois dos ramos são conhecidos — o ramo Pravarpura-Nandivardana e o ramo Vatsagulma, — mas nada se sabe sobre os outros dois.[carece de fontes?]

### Ramo Pravarapura-Nandivardana

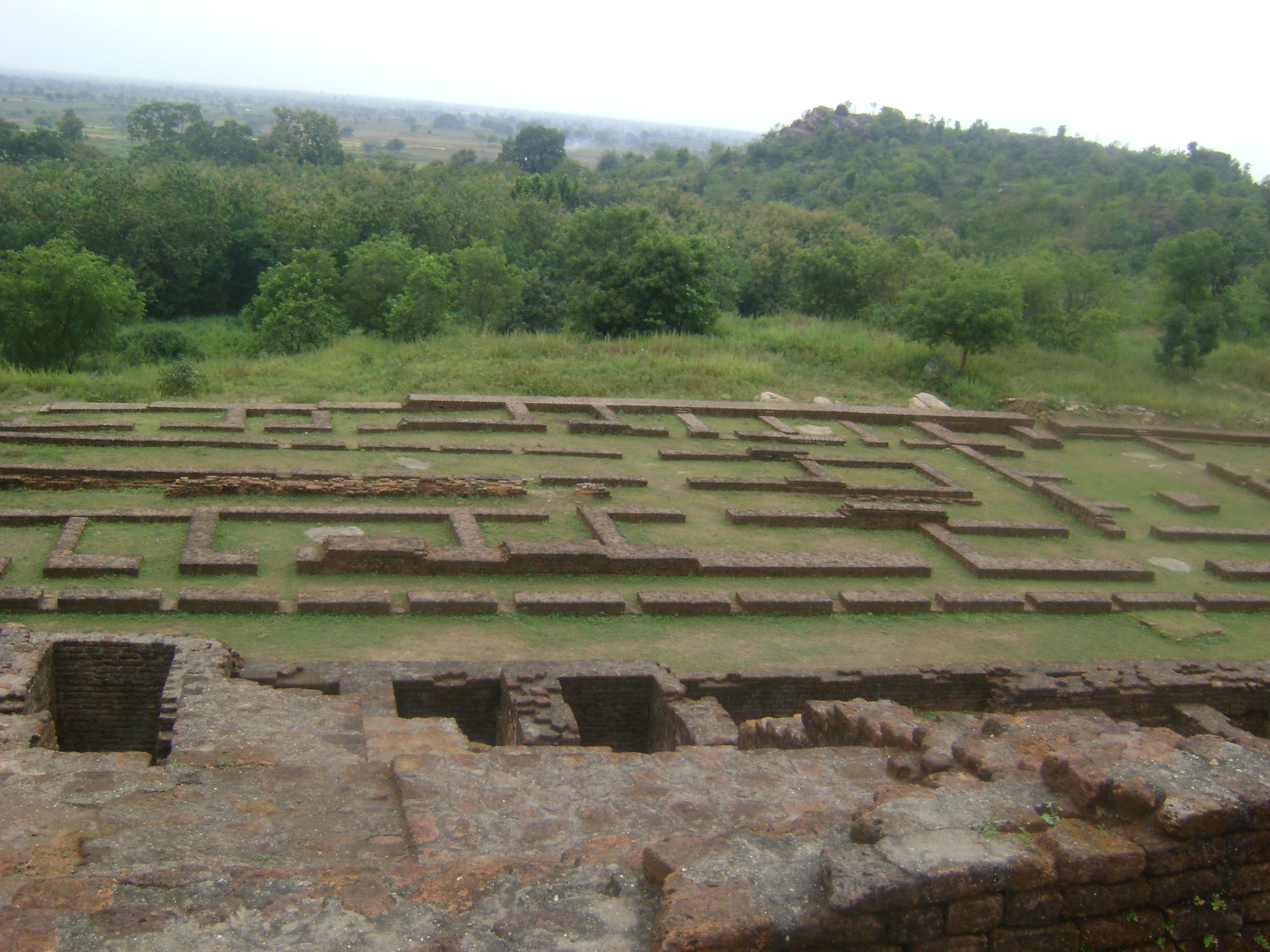
Sítio arqueológico de Mansar, uma das cidades do reino Vakataka de Pravarapura-Nandivardana

Este ramo dos Vakataka governou vários sítios como Pravarapura (Paunar), no distrito de Wardha, Mansar e Nandivardhan (Nagardhan), no distrito de Nagpur. Este ramo manteve relações matrimoniais com o Império Gupta.[carece de fontes?]

#### Rudrasena I
Sabe-se pouco acerca deste monarca, fundador do ramo Pravarapura-Nandivardana. Era filho de Gautamiputra, e reinou desde Nandivardana, perto do monte Ramtek, a cerca de 30 km de Nagpur. Há uma menção a um Rudradeva na inscrição do pilar de Allahabad, juntamente com outros governantes de Āryāvarta. Vários académicos, como Anant Sadashiv Altekar, discordam que esse Rudradeva seja Rudrasena I, pois tendo este sido morto por Samudragupta, é muito improvável que o seu filho Prthivisena I aceitasse uma princesa gupta (Prabavatigupta) como sua nora. Além disso, não foi encontrada qualquer inscrição de Rudrasena I a norte do rio Narmada. A única inscrição em pedra do reinado de Rudrasena I conhecida foi encontrada em Deotek, no distrito de Chandrapur, pelo que não pode ser identificado com Rudradeva da inscrição no pilar de Allahabad, que pertencia a Āryāvarta.

#### Prithvisena I
Rudrasena I foi sucedido pelo filho Prithvisena I, que reinou entre 355 e 380.[carece de fontes?]

#### Rudrasena II, Divakarasena e Pravarasena II
Rudrasena II sucedeu ao seu pai Prithvisena I e reinou entre 380 e 385. Alegadamente terá casado com Prabavatigupta, a filha do imperador gupta Chandragupta II (r. 375–413/15). Rudrasena II morreu fortuitamente em 385 depois de um curto reinado, após o que a sua esposa Prabavatigupta governou até 405 como regente, em nome dos dois filhos Divakarasena e Damodarasena (Pravarsena II). Durante este período o reino Vakataka, na prática, fazia parte do Império Gupta. Muitos historiadores referem-se a este período como a era Vakataka-Gupta.[carece de fontes?]
Embora esta versão da história tenha sido aceite desde os anos 1980, de facto não há evidências que a suportem. As inscrições de Prabhavati Gupta mencionam um "Deva Gupta" que era o seu pai, que os historiadores identificam com Chandragupta II. Contudo, não há outras fontes que provem que Deva Gupta seja realmente Chandra Gupta II.[carece de fontes?]
Pravarasena II compôs o Setubanda em prácrito maarastri. São-lhe também atribuídos alguns versos do Gaha Sattasai, outra coleção de poemas em prácrito maarastri. Durante o seu reinado, a capital mudou de Nandivardana para Pravarapura, uma nova cidade fundada por ele, na qual edificou um templo dedicado a Rama.
A maior parte das inscrições em placas de cobre encontradas sobre a dinastia Vakataka (17 no total), pertence a Pravarasena II. Ele é, provavelmente, o governante indiano da Antiguidade sobre quem há mais registos a seguir a Asoca (r. 304–232 a.C.).

#### Narendrasena e Prithvisena II
Pravarsena II foi sucedido por Narendrasena (r. 440–460), durante cujo reinado a influência Vakataka se espalhou para algumas regiões do centro da Índia. Prithvisena II, filho de Narendrasena, foi o último rei conhecido do ramo Pravarapura-Nandivardana da dinastia, sucedeu ao seu pai c. 460. Depois da sua morte em 480, é provável que o seu reino tenha sido anexado por Harixena, do ramo Vatsagulma.[carece de fontes?]

### Ramo Vatsagulma

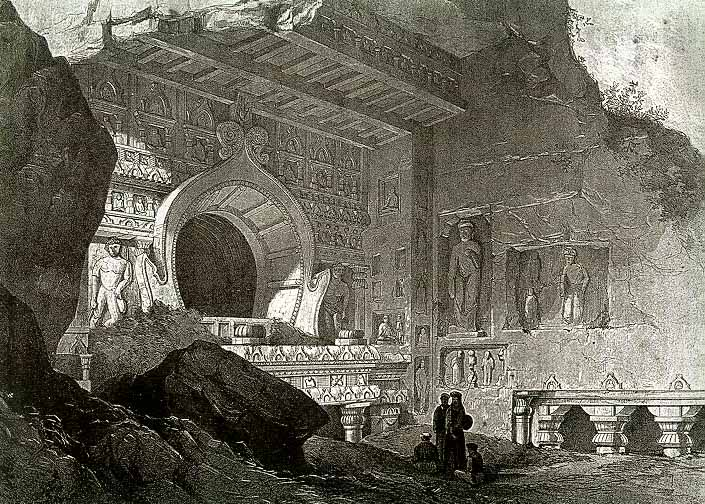
Vista exterior da gruta XIX de Ajanta numa gravura de James Fergusson no livro de 1845 “The Rock-cut Temples of India”

Este ramo foi fundado por Sarvasena, o segundo filho de Pravarasena I, depois da morte deste. O rei Sarvasena estabeleceu a capital do seu reino em Vatsagulma (atualmente Washim). O território dos Vakatakas de Vatsagulma estendia-se entre a cordilheira de Sahydri (parte norte dos Gates Ocidentais) e o rio Godavari. os eus monarcas patrociaram algumas das obras budistas nas grutas de Ajanta.[carece de fontes?]

#### Sarvasena
Sarvasena reinou entre ca. 330 e 355, tendo tomado o título de dharmamaharaja. É também conhecido como o autor do Harivijaya, escrito em prácrito e baseado numa estória de Krishna, que traz do céu a árvore parijata (ou pariyata ou parjat; Nyctanthes arbor-tristis). Esta obra perdeu-se, mas é elogiada por autores posteriores. Sarvasena foi também o autor de muitos versos do Gaha Sattasai. Um dos seus ministros chamava-se Ravi. Sarvasena foi sucedido pelo seu filho Vindhyasena.

#### Vindhysena
Vindhysena, também conhecido como Vindhyashakti II, reinou entre c. 355 e 400, tendo também ostentado o título de dharmamaharaja. É conhecido pelas placas de Washim, onde está registada a concessão de uma aldeia situada na marga (subdivisão administrativa) do norte de Nandikata (atualmente Nanded), no 37º ano do seu reinado. A secção genealógica da concessão está escrita em sânscrito e a parte formal em prácrito. Esta é a primeira concessão de terras conhecida de um governante Vakataka. Vindhyasena derrotou o soberano de Kuntala, seu vizinho a sul. Um dos seus ministros chamava-se Pravara. Foi sucedido pelo seu filho Pravarasena II.

#### Pravarsena II

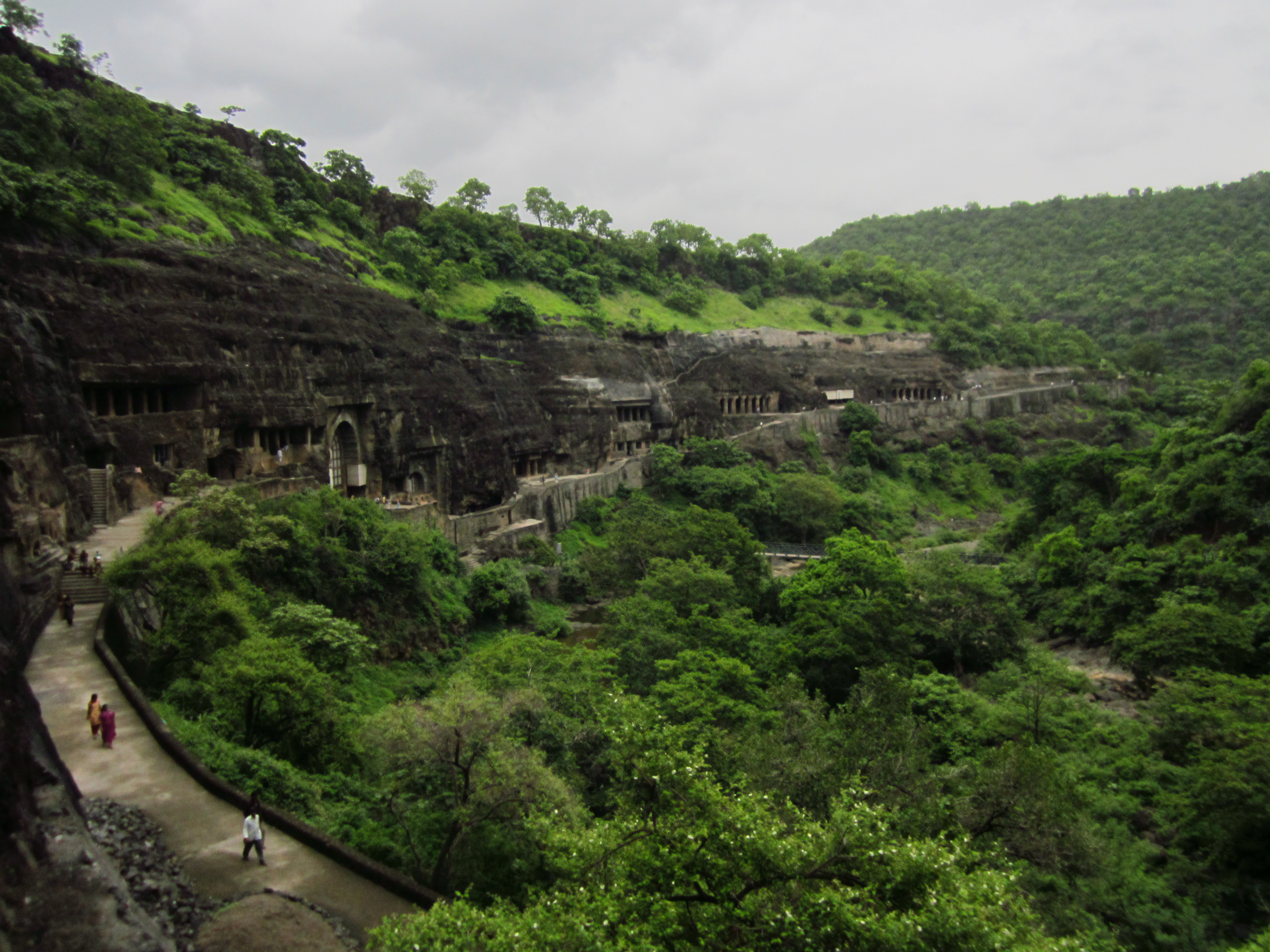
Panorâmica das grutas de Ajanta

Pravarasena II reinou entre c. 400 e 415. O pouco que se sabe acerca dele é proveniente de uma inscrição na gruta XVI de Ajanta, que relata que ele foi elogiado pelo seu excelente governo, liberal e poderoso. Foi sucedido pelo seu filho menor, que tinha oito anos quando o pai morrei. O nome deste rei é desconhecido, pois desapareceu da inscrição antes referida.

#### Devasena
Ao filho de Pravarasena II com nome desconhecido sucedeu o seu filho Devasena, reinou entre c. 450 e 475. O governo foi exercido, na prática, pelo seu ministro Hastibhoja. Durante o seu reinado, o seu servo Svaminadeva escavou um tanque chamado Sudarshana perto de Washim ca. 458–459.

#### Harixena
Harixena (ou Harisena) sucedeu ao seu pai Devasena e reinou entre c. 475 e 500. Foi um grande patrocinador de arquitetura. arte e cultura budistas. As grutas de Ajanta é um exemplo das obras por ele promovidas. A inscrição da cela XVI de Ajanta relata que ele conquistou Avanti (Malwa) no norte, Kosala (Chhattisgarh), Calinga e Andhra no oriente, Lata (Guzerate central e do sul) e Trikuta (Nasik) no ocidente e Cuntala (sul de Maarastra) no sul.
Varahadeva, um ministro de Harixena e filho de Hastibhoja, mandou escavar a viara (mosteiro) esculpida na rocha da gruta XVI de Ajanta. Três das seis grutas budistas de Ajanta, duas viaras (as grutas XVI e XVIII) e uma chaitya (gruta XIX) foram escavadas durante o reinado de Harixena. Segundo o historiador de arte Walter M. Spink, todos os monumentos escavados na rocha de Ajanta, à exceção das grutas nº 9, 10, 12, 13 e 15A foram construídas durante o reinado de Harixena, mas esta tese não é universalmente aceite.[carece de fontes?]
Harixena foi sucedido por dois governantes cujos nomes não se sabem. Também se desconhece quando e como terminou a dinastia. Provavelmente foi derrotada pelos Kalachuri de Mahismati.

#### Versão do fim da dinastia noDaśakumāracarita
Segundo o oitavo ucchvāsaḥ do Daśakumāracarita de Daṇḍin, uma obra em sânscrito escrita provavelmente cerca de 125 anos depois da queda da dinastia Vakataka, o filho de Harixena, apesar de inteligente e dotado para todas as artes, neglicenciou o estudo do Dandaniti (ciência política) e entregou-se ao prazer e a toda a espécie de vícios. Os seus súbditos seguiram o seu exemplo e levaram uma vida dissoluta e de vícios. Vendo na situação uma oportunidade, o governante da vizinha Asmaca enviou o filho do seu ministro à corte dos Vakatakas. Este captou as boas graças do rei e estimulou-o a continuar com a sua vida dissoluta, além de dizimar as suas forças de várias formas. Finalmente, quando o país estava completamente desorganizado, o soberano de Ashmaka instigou o monarca de Vanavasi (no atual distrito de Uttara Kannada) a invadir o território Vakataka. O rei Vakataka convocou todos os seus vassalos e decidiu lutar com o inimigo nas margens do rio Varada (atualmente rio Wardha). Enquanto combatia contra as tropas inimigas, o rei foi atacado traiçoeiramente pelas costas por alguns dos seus próprios vassalos e morto. A dinastia Vakataka terminou com a sua morte.

## Monarcas da dinastia Vakataka
- Vindhyasakti (250–270)
- Pravarasena I (270–330)

| Ramo Pravarapura–Nandivardana - Rudrasena I (330–355) - Prithvisena I (355–380) - Rudrasena II (380–385) - Divakarasena (385–400) - Prabavatigupta (mulher; regente; 385–405) - Damodarasena (Pravarasena II; 400–440) - Narendrasena (440–460) - Prithvishena II (460–480) |  | Ramo Vatsagulma - Sarvasena (330–355) - Vindhyasena (Vindhyashakti II; 355–400) - Pravarasena II (400–415) - Desconhecido (415–450) - Devasena (450–475) - Harixena (475–500) |